# Vikhammer (przystanek kolejowy)
Vikhammer – kolejowy przystanek osobowy w Vikhammer, w regionie Trøndelag w Norwegii, jest oddalony od Trondheim o 12,69 km. Położony 4.7 m n.p.m. Stację reaktywowano po wybudowaniu osiedla w latach 90. XX w.

## Ruch lokalny
Należy do linii Nordlandsbanen, Jest elementem kolei aglomeracyjnej w Trondheim i obsługuje lokalny ruch do Trondheim S i Steinkjer.  Pociągi odjeżdżają co pół godziny w godzinach szczytu i co godzinę poza szczytem.

## Ruch dalekobieżny
Stacja przyjmuje dwie pary pociągów do Trondheim i szwedzkiej miejscowości Östersund.

## Obsługa pasażerów
Wiata, parking rowerowy, parking na 20 miejsc. Odprawa podróżnych odbywa się w pociągu.